# 힌두 철학
힌두 철학( - 哲學, 영어: Hindu philosophy, Vedic philosophy) 또는 힌두교 철학은 6개의 정통 학파로 나뉘기 때문에 육파철학(六派哲學) 또는 인도 육파철학이라고도 한다. "정통(正統)"은 산스크리트어 아스티카(आस्तिक āstika · orthodox)를 번역한 것이다. "학파(學派)"는 산스크리트어 다르사나(दर्शन darśana · school)를 번역한 것으로 문자 그대로의 의미는 관점 또는 견해이다. 힌두교 종교 철학의 여섯 정통파는 삼키아 학파(Samkhya) · 요가 학파(Yoga) · 니야야 학파(Nyaya) · 바이셰시카 학파(Vaisheshika) · 미맘사 학파(Mimamsa) · 베단타 학파(Vedanta)이다. 이들은 모두 베다를 신의 계시에 의해 성립된("슈루티") 가장 권위 있는 경전으로 받아들였으며 베다 시대 말기인 기원전 700-500년에 집성된 우파니샤드의 발전적 산물이었다는 공통점을 가지고 있다. 또한, 힌두교의 전통에 따르면, 이들 여섯 정통파의 철학은 결코 서로 모순되거나 서로 적대적인 것이 아니다. 그리고 이들은 모두 수행자로 하여금 "절대자를 아는 상태"(사마디)와 "영혼의 자유"(모크샤)라는 동일한 실천적인 목표에 이를 수 있게 하는 길이라는 점에서 모두 동등하다.
전통적인 힌두 철학의 관점에서, 비정통파라고 불린 학파로는 세 학파가 있었는데 이들은 불교와 자이나교와 회의주의적 유물론에 속하는 차르바카파(Cārvāka)이다. "비정통(非正統)"은 산스크리트어 나스티카(नास्तिक nāstika · heterodox)를 번역한 것이다. 비정통파는 베다의 권위를 인정하지 않는 것을 공통점으로 한다. 불교와 자이나교와 차르바카파가 비정통파라는 구분은 힌두교 중심적인 관점으로, 현대 학자들은 이들을 힌두 철학에 포함시키지 않는다. 다만, 이들이 힌두 철학에 미친 영향이라는 관점에서는 논의의 대상이 된다.
힌두교의 역사에서 힌두 철학을 여섯 정통파로 구분하는 것은 힌두교의 황금 시대였던 굽타 왕조 시대(320-550) 동안 널리 통용되고 있던 구분법이었다. 그러나 그 후 바이셰시카 학파와 미맘사 학파가 이미 사라졌으며 바이타 베단타 학파(Dvaita)와 아드바이타 베단타 학파(Advaita)를 비롯한 베단타 학파의 여러 갈래가 힌두교 종교 철학의 주류로 자리를 잡아가고 있던 중세 후기에서는 힌두 철학을 여섯 정통파로 구분하는 이 구분법은 시대에 뒤진 구분법이 되었다. 니야야 학파는 계속 존속하여 17세기에 "나브야 니야야", 즉 신니야야파가 되었다. 삼키아 학파는 점차적으로 독립된 학파로서의 지위를 잃어갔으며 삼키아 학파의 철학은 요가 학파와 베단타 학파에 흡수되었다.
힌두 철학에 따르면, "절대자를 아는 상태"(사마디)와 "영혼의 자유"(모크샤)에 도달하는 실제의 길은 요가를 수행하는 것이다. 그리고 요가를 수행하기 위한 준비 작업이 철학(즉, 힌두 철학)을 공부하는 것이다. 힌두 철학에 따르면, 요가를 성공적으로 수행할 수 있는 수행력은 과거의 전생(前生)들에서 현재까지 이루어진 노력이 쌓여서 형성되는데, 삶에서 삶으로 윤회할 때 요가를 통해 획득된 수행력(덕성과 능력)은 새로운 삶으로 이어진다고 말한다.

## 같이 보기
- 요가
- 유식유가행파

## 참고 문헌
- (영어) Bernard, Theos (1947).《Hindu Philosophy》. Philosophical Library, New York.
- (영어) "Hinduism" (2009). 《Encyclopædia Britannica》. Encyclopædia Britannica 2009 Student and Home Edition. Chicago: Encyclopædia Britannica.
- (영어) Radhakrishnan, S.; Moore, CA (1967). 《A Sourcebook in Indian Philosophy》. Princeton. ISBN 0-691-01958-4.